# Odklon kola

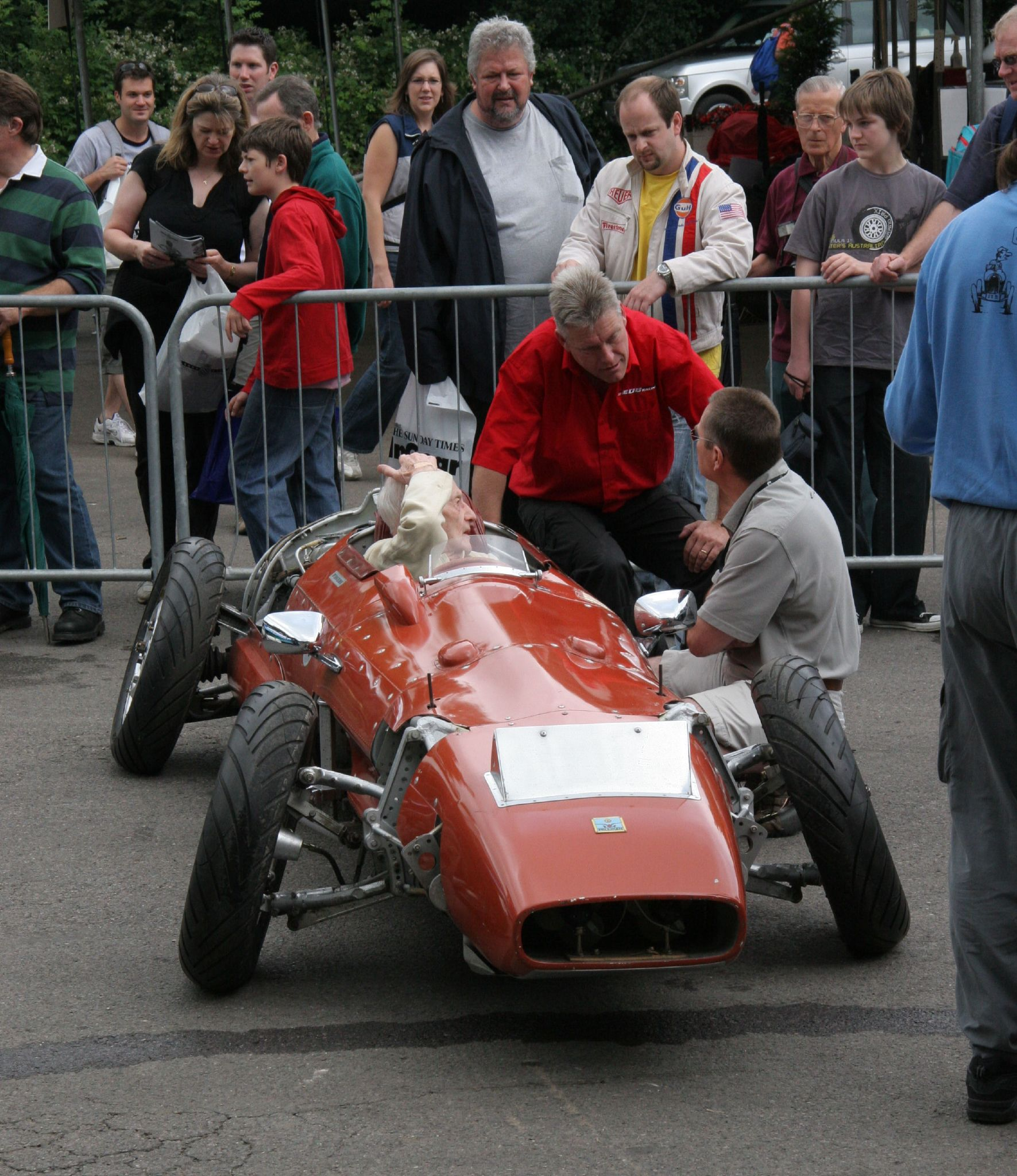
Vůz 1960 Milliken MX1 Camber Car je ukázkou velkého záporného odklonu.

Odklon kola (též odklon kol, případně úhel odklonu) je úhel, kterým se kolo automobilu nebo jiného vícestopého vozidla odklání od svislé osy. Přesněji řečeno, je to úhel mezi svislou osou kola a svislou osou vozidla, díváme-li se zepředu nebo zezadu. Využívá se při návrhu řízení nebo nápravy. Je-li horní část kola vně dolní části (dále od vozidla), říká se tomu kladný odklon; je-li dále od vozidla dolní část, jde o záporný odklon.
Odklon ovlivňuje ovladatelnost vozidla při určité konstrukci nápravy; zejména záporný odklon zlepšuje přilnavost v zatáčkách. To proto, že nastavuje pneumatiku do vhodnějšího úhlu vůči vozovce a síly se přenášejí přes svislou rovinu kola, namísto příčné smykové síly. Dalším důvodem pro záporný odklon je, že pryžová pneumatika má tendenci se na sebe v zatáčce navalovat. Pokud by měla nulový odklon, vnitřní hrana kontaktní plochy by se začala zvedat nad zem, čímž by se tato kontaktní plocha zmenšovala. Tento jev lze zmírnit nastavením záporného odklonu a tak maximalizovat kontaktní plochu. Pozor na to, že toto platí pouze pro vnější kolo v zatáčce; pro vnitřní kolo je vhodnější naopak kladný odklon.
Na druhou stranu, maximální akcelerace v přímém směru, největší trakce, se dosáhne, pokud je odklon nulový a běhoun pneumatiky je naplocho na vozovce. Správné ovládání odklonu je zásadním činitelem při návrhu náprav a musí zahrnovat nejen idealizované geometrické modely, nýbrž i reálné chování komponent - ohyb, průhyb, pružnost atd. Co dřív bývalo uměním, se dnes stalo mnohem vědečtějším s použitím počítačů, které všechny proměnné optimalizují matematicky, místo aby se spoléhalo na intuici a zkušenosti konstruktéra. Výsledkem je, že se ovladatelnost automobilů (včetně těch levných) v posledních letech dramaticky zlepšila.
U vozidel s rovnoběžníkovými nápravami byl odklon měnitelný, ovšem u novějších vozů s nápravami MacPherson je obvykle pevně nastavený. Byť jsou tak nižší nároky na údržbu, pokud se vůz sníží použitím kratších pružin, změní to odklon (jak je popsáno u nápravy MacPherson), a to může vést ke zvýšenému opotřebení pneumatik a k horší ovladatelnosti vozidla. Z tohoto důvodu lidé, kteří to myslí vážně s úpravami vozidla pro lepší vlastnosti, nemohou pouze snížit vozidlo, nýbrž také upravit montážní bod na horním konci vzpěry, aby umožňoval posun v příčném směru (vzhledem k podélné ose vozidla) k nastavení odklonu. Pro nejčastěji modifikované vozy jsou pro tyto účely k dispozici z druhovýroby destičky s dírami.
Terénní vozidla, například zemědělské traktory, obecně používají kladný odklon. U těchto vozidel kladný odklon pomáhá zmenšovat sílu potřebnou pro řízení vozidla.